# اچ‌ام‌اس سزار (۱۸۹۶)
اچ‌ام‌اس سزار (۱۸۹۶) (به انگلیسی: HMS Caesar (1896)) یک نبردناو بود. این کشتی در سال ۱۸۹۶ ساخته شد.